# Крит (Небраска)
Крит (енгл. Crete) град је у америчкој савезној држави Небраска.

## Демографија
По попису из 2010. године број становника је 6.960, што је 932 (15,5%) становника више него 2000. године.
| Група             | 2000.         | 2010.         |
| Белци             | 4.868 (80,8%) | 4.115 (59,1%) |
| Афроамериканци    | 46 (0,8%)     | 72 (1,0%)     |
| Азијати           | 197 (3,3%)    | 174 (2,5%)    |
| Хиспаноамериканци | 814 (13,5%)   | 2.484 (35,7%) |
| Укупно            | 6.028         | 6.960         |